# Matteo Bandello
Matteo Bandello (Castelnuovo Scrivia, 1485 – Bassens, Franciaország, 1561) olasz író, költő.

## Fiatal korában
1485-ben nemes család sarjaként Castelnuovo Scriviaban, Tortona területén született, ami akkor még Lombardia része volt. Nagybátyja, Vicenzo felügyelete alatt, aki a Santa Maria delle Grazie Domonkos-rend tagja volt, Milánóban kezdte meg tanulmányait. Ezután Paviában tanult tovább, és már 16 évesen az a megtiszteltetés érte, hogy elkísérhette a nagybátyját, akit a rend vezetőjévé neveztek ki, sok távoli olasz kolostorba. Így jutott el Firenzébe is, ahol beleszeretett egy Viola nevű hölgybe (akit Violante Borromeóként azonosítanak), majd Rómába, ahol az udvar elegáns szalonjaiba nyert bebocsátást. Nápolyban Mattia Corvino özvegyének, Beatrice D’Aragonának támogatását élvezte, majd egészen Calabriáig jutott. Így nőtt fel utazgatva, megismerve jól az embereket, az emberi természetet és különböző tájakat. 20 évesen, nagybátyja halála után magára maradt, és belépett a delle Grazie rendbe.

## Világi élet szerzetesként
Azonban világi élete folytatódott. Mialatt Milánóban a Sforzák, a franciák és a spanyolok küzdöttek a hatalomért, őt az udvari tapasztalatai Alessandro Bentivoglio és házastársa Ippolita Sforza szolgálatába állították. Így került XII. Lajos francia király udvarába is. Egy időben Mantovában is élt, ahol a Gonzagák kegyeikbe fogadták, különösen is Isabelle d’Este márkinő, a Cinquecento bölcsészettudományának illusztris mecénása. Itt ismét beleszeretett egy hölgybe, feltételezhetően Ippolita Torellibe, akit Mencia és Virbia néven emleget írásaiban. 1525, a Páviai ütközet után, Bandello a rossz oldalon találta magát, a Sforzák elvesztették a várost, és bujdosásba kezdett. Hol Fracesco Gonzaga márki oldalán, hol pedig Giovanni dalle Bande Nere oldalán mutatkozott. Utóbbinak annyit mindenképpen köszönhet, hogy általa ismerte meg Niccoló Machiavellit. Róma kifosztása, azaz 1527 után, Ranuccio Farnese mellé szegődött, majd Cesare Fregoso kapitány szolgálatába állt. Fregoso Genovából menekült, és ez időben a velencei köztársaság tábornokaként Verona erődjének parancsnokává nevezték ki. Neki sem volt azonban nagy szerencséje, mivel szegény Fregoso 1541-ben V. Károly német-római császár bérgyilkosainak köszönhetően elhunyt. Mellette Bandellonak volt néhány nyugodt éve, barátságot kötött Pietro Bembóval, Girolamo Fracastoróval és Andrea Navageróval. 1536-ban Castelgoffredoba ment, Luigi Gonzaga mellé, aki Fregoso sógora volt. Itt beleszeretett az ifjú Lucrezia Gonzagába, ő ihlette a XI. éneket is, melyet nyolcsoros versszakokban, önéletrajzi információkkal megtűzdelve alkotott meg Bandello. Fregoso halála után a novellista elkísérte az özvegy Costanza Rangonit Bordeaux környékére, Bassensba, ahol a dominikánus nyugalmasan éldegélt, írogatva, 1542-től egészen haláláig. Ebben az időben kevésbé volt a lelkek pásztora, inkább magának és múzsáinak élt, verseket és prózákat alkotott, létrehozta és javítgatta novelláit. Átmenetileg a közeli Agen püspökeként is tevékenykedett.

## A Cinquecento Boccacciója
Hírnevét elsősorban novelláinak köszönheti, a Cinquecento Ariostójának, vagy Boccacciójának nevezik őt. Kétségtelen, hogy boccacciói író volt, abban az értelemben, hogy átvett és megismételt néhány dekameroni motívumot, és lombard prózáját firenzei jellegzetességek és erotikus metaforák teszik érdekesebbé, amelyek kedvesek voltak a Trecento számára. De különleges tehetsége a szerelmes-szexuális természetű metaforák területén mutatkozott meg leginkább, tehát nem mondhatjuk, hogy csak nagy firenzei elődje visszhangja lett volna.
Költőként a több mint kétszáz verset tartalmazó Il Canzoniere-ben („Daloskönyv”) Francesco Petrarca és Pietro Bembo stílusát követi. Latinra fordította Boccacciot (1509), Euripidész „Hekuba" című művének fordításával pedig a görög költészet ritmusát kísérelte meg olaszul visszaadni.

## Novellái
Elbeszéléseit 1510 és 1560 között írta, az első válogatást „Novelle" (Elbeszélések) címen tette közzé 1544-ben. Ebben lemondott a Boccaccio által alkalmazott keretről, s mások mintájára 214 novellát tartalmazó gyűjteményének minden darabja elé bevezetést, rövid ajánlást írt valamelyik ismerőséhez, pártfogójához. A novellákban azt a társadalmi kört elevenítette meg, amely az általa képviselt műfaj közönsége volt: a fejedelmi, főúri udvarokat. Lelki analízist sosem adott munkáiban, annál szívesebben tárta közönsége elé a szenvedélyek erejét, a tragikus emberi sorsot. Akkor a legsikeresebb elbeszélő művészete, amikor a regényes elem uralkodik benne: a kaland, a változás, a meglepetés. Igen gyakran sikamlós témákat dolgozott fel novelláiban. Elvetette a Boccaccióra olyannyira jellemző ünnepélyes stílust, s keményebb, bátrabb realizmusával gyakorol hatást az olvasóra.

## A novellák felosztása
Novelláit elsősorban korszakok szerint csoportosítják, az elsőt a milánói és mantovai novellák alkotják, melyek 1506 és 25 között születtek, azaz Bandello 21 éves korától 40-ig. A második csoport darabjait Veronában kezdte el írni, 1525 és ’27 között, azaz a háború alatt, és egészen ’35-ig terjedően idesorolják a műveket.’35 és ’36 között ugyanis egy jelentős magja megszületett az írásoknak, Bandello ekkor kísérte el Fregosot Piemontéba, a háborúba. Az utolsó ciklus Franciaországhoz köthető, mikor püspöksegéd volt Agenben. Összesen 240 novellát írt, ami több mint a duplája a dekameronbélieknek. Sok történelmi alak felbukkan bennük, Leonardótól elkezdve, Machiavellin, Trissinón, Baldassar Castiglionén, Franco Bernin, Giovanni dalle Bande Nerén, Marc’o Antonio Colonnán át, a legmagasabb arisztokrata dámákig, mint Ippolita Sforza, Isabella d’Este és Veronica Gambara. Többek között ezeket a személyeket szólította meg a novellák előtt, történelmi felhangot adva az írásoknak. Ezen levelek esetében csak fikcióról beszélhetünk, korhű légkörről és színezetről, mivel ezek a felvezetések nem akarnak történelmileg hiteles elbeszélései lenni korának. A novellákban azonban találkozhatunk igaz történetekkel és történelmi rejtélyekkel vagy érdekességekkel, mint pl. Contessa Chalant esetében is, vagy a Savoia család történetét boncolgató történetet olvasva, vagy Rómeó és Júlia, Ugo és Parisina novellájában.

## A „Mágikus tükör”
A Dekameron után korában a bandellói novellagyűjtemény volt a legelismertebb és értékeltebb Európában egyetemessége, általános jellege miatt. Gondoljunk csak a neves angol kritikus, Dunlop szavaira, aki „mágikus tükörként” definiálta Bandello novelláit, amiben megjelenik saját kora, vagy Lope de Vegára, aki Bandello tragikus novelláit többre tartotta még Cervanteséinél is. Bandello nyelvezete se nem lombard, se nem toszkán, hanem egy összetett prózai nyelv, nagyjából, mint Castiglione esetében. Mindketten Bembo oldalára helyezkedtek, aki a Trecento firenzei nyelvét, azaz Boccaccio és Petrarca nyelvét szerette volna egységes olasz nemzeti nyelvként elfogadtatni. Rengeteg minden érdekelte és lelkesítette Bandellot, ami témáinak sokszínűségén is meglátszik, de mindenekelőtt álltak a szerelmes-erotikus természetű írások. Bandello, hasonlóan korának íróihoz, szem előtt tartotta a szórakoztatás és gyönyörködtetés fontosságát. Novelláit a fantasztikus cselekmények, legendák, antik, középkori és reneszánsz történetek alkotják, megtörtént események ihlették.

## Az „ajánlólevél”
Bandello figyelmes elbeszélő volt, érdekelték korának hétköznapi életének legapróbb részletei is, így érthető, hogy e célból minden novellája elé ajánlólevelet írt (olaszul: lettera dedicatoria). Az ajánlólevél műfaját korábban toszkán novellisták, és Giovanni Francesco Straparola is használta, így nem Bandello találmánya. Már Masuccio Salernitano is alkalmazta a Novellinóban, de míg a déli elbeszélő számára a bevezető levelek funkciója a morális tanítás, többletnyújtás volt, az északiak gazdát akartak találni írásaiknak, azaz élő, kortárs, ismert személyekhez kötni azokat, hogy alátámasszák írásuk valós elbeszélő jellegét, a novella elhangzásának körülményeit. 
Filológusok kimutatták, hogy nemcsak sok Bandello által elmesélt, korának szereplőivel megesett történet adaptációja antik novelláknak, de gyakran a novellák és bevezető levelek is orvosolhatatlan különbségeket mutatnak. A levelek önálló művek, melyeknek célja, hogy az olvasó átérezze a hely hangulatát és jobban bele tudja magát képzelni a szituációba, melyben elhangzottak.

## Hatása a világirodalomra
A novellagyűjteménynek komoly hatása volt a világirodalomra, több író is innen merítette saját műve témáját. Tőle került William Shakespeare kezébe a „Rómeó és Júlia"-történet, Lope de Vega is több drámájának témáját vette a gyűjteményből. Magyarországon Mikes Kelemen „Törökországi levelek" című munkájában találkozunk hatásával. Heltai Jenő a néma levente történetét dolgozta fel Bandellótól.

## Magyarul
- Hűség, asszony a neved; Napsugár, Bp., 1943 (Napsugár könyvek)
- Rómeo és Júlia; ford. Barna Imre; Európa, Bp., 1978
- A pajzán griffmadár. Válogatott novellák; ford. Barna Imre et al., vál., utószó, jegyz. Herczeg Gyula, ill. Szántó Piroska; Európa, Bp., 1979